# Triphleba coniformis
Triphleba coniformis är en tvåvingeart som beskrevs av Liu 2001. Triphleba coniformis ingår i släktet Triphleba och familjen puckelflugor. Inga underarter finns listade i Catalogue of Life.